# Bacchisa rigida
Bacchisa rigida är en skalbaggsart som först beskrevs av J. Linsley Gressitt 1942.  Bacchisa rigida ingår i släktet Bacchisa och familjen långhorningar. Inga underarter finns listade.